# Joseph Meissonnier (guitariste)
Pour les articles homonymes, voir Meissonnier.
Ne doit pas être confondu avec Joseph Meissonnier.
Joseph Meissonnier (né en 1790 à Marseille et mort le 19 août 1856) à Saint-Germain-en-Laye, dit aussi Meissonnier Jeune, est un guitariste classique, arrangeur et compositeur, ainsi qu'un important éditeur musical. 

## Biographie
Joseph Meissonnier apprend la guitare grâce à son frère aîné, Antoine Meissonnier (1783-1857), lui-même guitariste et éditeur. Monté à la Capitale, il enseigne longuement l'instrument, avant de reprendre le fonds de commerce d'un marchand de musique, Corbaux, au no 28 de la rue Dauphine à Paris. 
Il arrange de nombreuses pièces, en particulier d'opéra, pour la guitare. Il compose également des airs devenus classiques, dont certains ont été publiés: Trois duos pour guitare et violon; Trois rondeaux; Airs connus pour guitare seule, op. 2 et 4; Airs d'opéra variés; Contredanses. Il rédige deux méthodes de guitare. 
Joseph Meissonnier s'est beaucoup investi dans une activité d'édition, comme son frère avec qui on le confond parfois (Fétis remarque que Whistling les confond allègrement dans son catalogue général de la musique imprimée). On le retrouve à partir de 1821 à Paris (rue Dauphine) sous le nom de « J. Meissonnier » jusqu'en 1840, puis de « Meissonnier Jeune » de 1841 à 1845, puis de « J. Meissonnier et Fils » ou « J. Meissonnier Fils » de 1845 à 1860 (son fils Édouard étant entré dans l'affaire, et y ayant « fait une fortune considérable » selon Fétis). En 1860, le fond Meissonnier est cédé à l'éditeur E. Gérard et Cie.

## Œuvres

### Arrangements (documents en ligne)
- Amédé[e] de Beauplan (texte), Meissonnier jeune (arrangement guitare), Dormez donc mes chères amours. Romance à une ou deux voix, Paris, S. Gaveaux, 1820, 3 p. (lire en ligne)
- Amédé[e] de Beauplan (texte), Gluck (musique), Berton fils (arrangement voix), Meissonnier jeune (arrangement guitare), L'Anglaise en diligence, Paris, J. Meisssonnier, 1820, 2 p. (lire en ligne)
- Sylvain Blot (texte), Édouard Bruguière (musique), Meissonnier jeune (arrangement guitare), L'ami Charlot, Lyon, Arnaud, 1820, 3 p. (lire en ligne)
- Paulin Saint-Elme Champ (texte), Édouard Bruguière (musique), Meissonnier jeune (arrangement guitare), Adieux d'Isaure à la brigantine : romance, Paris, J. Meissonnier, 1820, 3 p. (lire en ligne)
- Antoine Romagnesi (musique), Meissonnier jeune (arrangement guitare), L'amante aveugle : romance, Paris, Meissonnier Jeune, 182?, 3 p. (lire en ligne)
- Antoine Romagnesi (musique), Meissonnier jeune (arrangement guitare), Duo, tiré d'un opéra inédit, Paris, Bressler, 1820, 2 p. (lire en ligne)
- M. Millevoye (texte), Georges-Joseph-Laurent Lambert (musique), Meissonnier jeune (arrangement guitare), L'amour vrai : romance, Paris, S. Gaveaux, 1820, 2 p. (lire en ligne)
- Eugène Scribe et Melesville (texte), Daniel-François-Esprit Auber (musique), Meissonnier jeune (arrangement guitare), Concert à la Cour. Opéra-comique en un acte. Comprend : N°2. Comme il me lançait une œillade (2 p. n. ch.) – N°5. Le charlatan (4 p.), Paris, Frère, 1825, 4 p. (lire en ligne)
- Joseph Meissonnier, Andante Affettuoso, 1 p. (lire en ligne)
- Pauvre pêcheur prends garde à toi, nocturne à deux voix, musique d'Antoine Romagnesi, paroles de Mr Justin Gensoul. Arrangé pour la guitare par Meissonnier jeune
- Corisandre ou la Rose magique, strophes militaires, paroles de MM.rs Ancelot et Saintine, musique d'Henri Montan Berton. Arrangées pour la guitare par Meissonnier jeune, chant et guitare
- Plusieurs airs de La Dame blanche, de François-Adrien Boieldieu, arrangés pour chant et guitare.

### Arrangements (autres)
- Trois duos pour guitare et violon, Paris: Hanry

- Trois rondeaux, Paris: Hanry
- Airs connus pour guitare seule, op. 2 et 4, Paris: Ph. Petit
- Airs d'opéra variés, Paris: Hanry, Dufaut et Dubois
- Contredanses, Paris: Hanry, Dufaut et Dubois